# Scite.ai
Scite.ai es una plataforma basada en inteligencia artificial, que permite a investigadores, académicos y estudiantes evaluar la calidad de los artículos científicos a partir de las citas y referencias.Fue desarrollado por Josh Nicholson y Anand Desai en 2018.
Ambos fundadores tienen experiencia en el ámbito de la investigación científica y tecnológica. Josh Nicholson  fundó The Winnower, una plataforma de publicación académica. Anand Desai, cofundador y CTO, tiene experiencia en el desarrollo de software y tecnologías orientadas a la inteligencia artificial y el aprendizaje automático.

## Clasificación de citas (citas inteligentes)
Scite.ai clasifica las citas en tres categorías
- Apoyo: Citas que respaldan los hallazgos del artículo[5]
- Contradicción: Citas que cuestionan o refutan el artículo[6]
- Mención: Citas neutrales que mencionan el artículo sin emitir juicios[5]

Esta función permite a los usuarios evaluar no solo la cantidad de citas, sino también el contexto en el que un artículo ha sido citado, proporcionando una visión más profunda del impacto de la investigación, lo cual permite
- Mejor evaluación del impacto: Permite a los usuarios comprender no solo cuántas veces un artículo ha sido citado, sino también cómo ha sido citado.
- Identificación de controversias: Facilita la detección de estudios que generan controversias o debates dentro de un campo específico.

## Sitio oficial
https://scite.ai/